# Friedenskirche (Frankfurt (Oder))

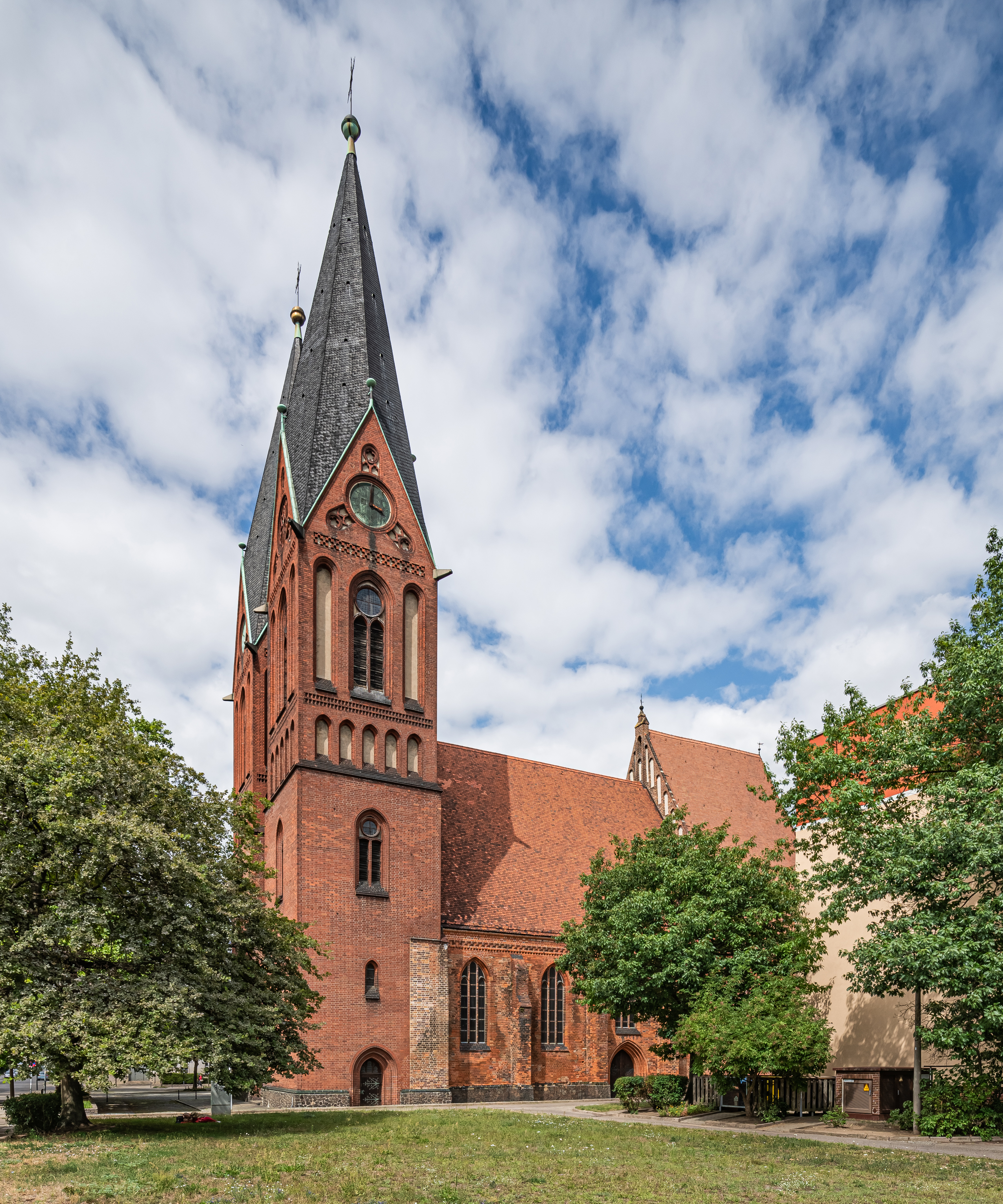
Friedenskirche, 2022

Die Friedenskirche (zuvor Nicolaikirche und Reformierte Kirche) ist eine Kirche und der im Ursprung älteste Steinbau in Frankfurt (Oder). Sie gehört zum Kirchenkreis Oderland-Spree der Evangelischen Kirche Berlin-Brandenburg-schlesische Oberlausitz.

## Baugeschichte

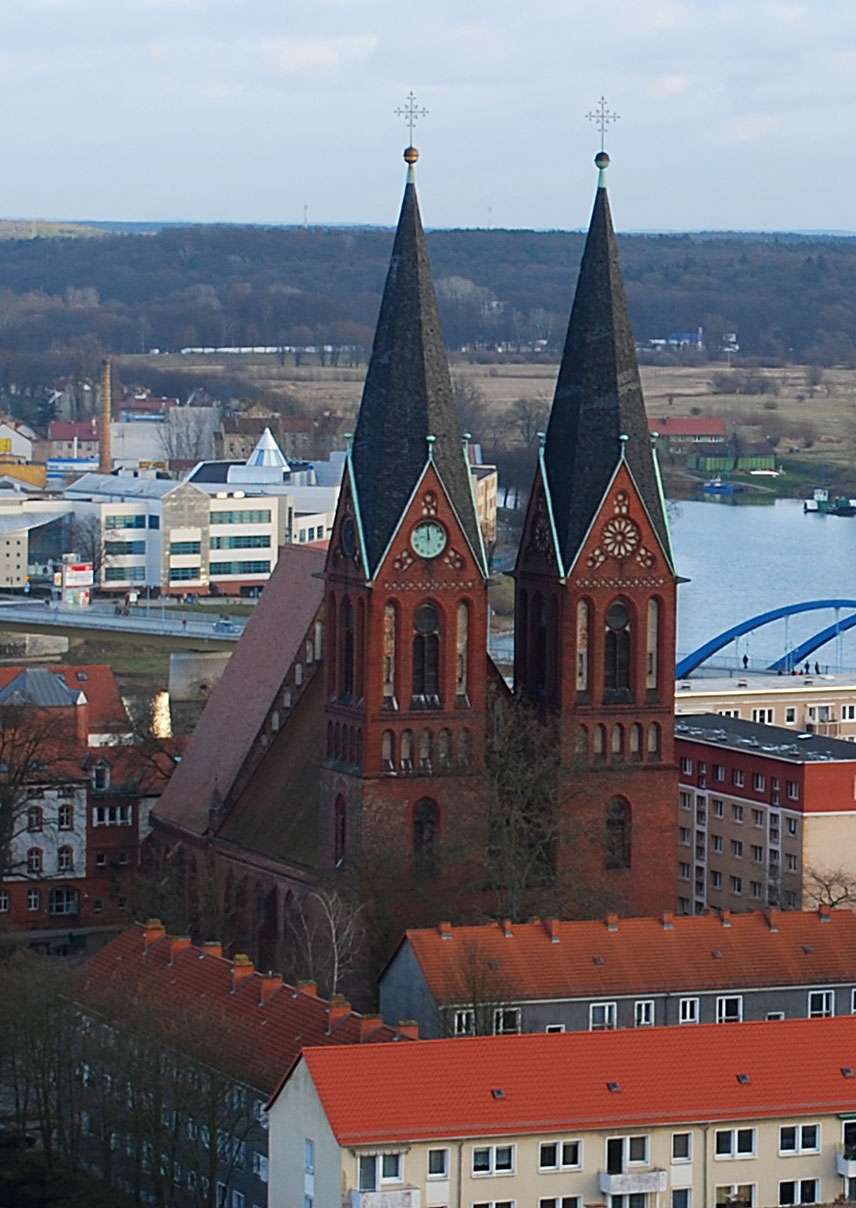
Friedenskirche Frankfurt (Oder) von Nordwesten

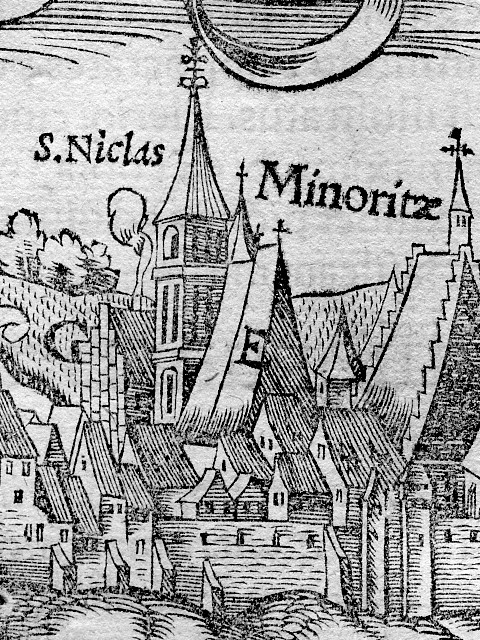
Nicolaikirche. Ausschnitt aus: Ansicht der Stadt Frankfurt (Oder). S. 756 und 757 aus Cosmographia von Sebastian Münster 5. Auflage. 1550.

Um 1226 entstand an einer schmalen Stelle der Oder mit Flussübergang eine Kaufmannssiedlung. Deren Pfarrkirche wurde dem Heiligen Nikolaus – Schutzpatron der Schiffer und Kaufleute – gewidmet. Zugleich mit der Verleihung des Stadtrechtes entstand 1253 die neue Hauptkirche, die Marienkirche. Um 1300 (vor 1302) wurde für die Nicolaikirche ein vierjochiges Langhaus errichtet. Dessen Außenmauern sind heute noch nachweisbar. Am Ostgiebel wurden die Nischen bemalt. Bis 1373 oder im 15. Jahrhundert wurde zunächst ein gerade geschlossener, dann ein dreiseitig geschlossener Umgangschor errichtet. Im Zuge der Reformation wurde die Kirche im November 1539 säkularisiert.
In den 1540er-Jahren zieht die Nicolaigemeinde in das benachbarte, bis 1525 neuerbaute Gebäude der Klosterkirche der Franziskaner, das den Namen „St. Niclas“ übernimmt. Der Kurfürst macht 1551 das alte Kirchengebäude der Stadt zum Geschenk. 1557 wurde der ungenutzte ehemalige Kirchenbau zu einem Kornspeicher umgebaut. Durch einen Blitzschlag kam es am 15. Juni 1599 zu einem Brand im barocken Südturm, der als schönster Kirchturm der Stadt gilt. Von 1600 bis 1650 wurden in der „wüsten“ (das heißt ungenutzten) Kirche Gefangene und Kranke untergebracht. Während des Dreißigjährigen Krieges diente das Gebäude als Pulvermagazin.
Bis zum April 1601 wurde der Südturm neu errichtet. 1643 stürzt er jedoch erneut ein, weil die Unterkonstruktion zu schwach ist. Eine alte, mit der Wartung der Turmuhr beauftragte Frau konnte sich gerade noch in das Dach des Langhauses retten. Bis 1656 verfiel das Kornhaus, bis es auf Weisung des Großen Kurfürsten Friedrich Wilhelm an die Reformierte Gemeinde übergeben, bis 1657 instand gesetzt und in „Reformierte Kirche“ umbenannt wurde. 1675 wurde in den Nordturm ein dreiteiliges Geläut eingebaut. Dies sind heute die ältesten funktionsfähigen Bronzeglocken in Frankfurt (Oder):
- untere Glocke mit einem Siegel der Reformierten Kirche; gegossen 1674 von Franz Sebastian Voillard; Durchmesser 144 cm
- obere südliche Glocke; gegossen 1673 ebenfalls von Voillard; Durchmesser 115 cm
- obere nördliche Glocke; gegossen 1618; Durchmesser 96 cm; 1747 nach einem Sprung umgegossen; 1931 Ersatz für das im Ersten Weltkrieg eingeschmolzene Original

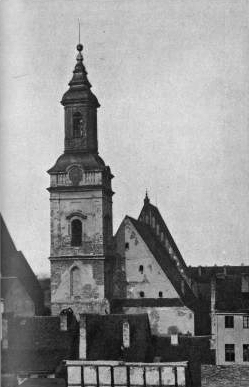
Nikolaikirche vor 1890

Ab dem 17. Jahrhundert diente das Kirchengebäude als Grabstätte für Persönlichkeiten aus Verwaltung und Heer. Die Gemeinde erlebte im ausgehenden 17. Jahrhundert Zuwachs durch den Zustrom französischer Hugenotten. 1686 fand der erste französische Gottesdienst statt. 
1690 ist von Matthias Schurig die erste Orgel mit einem Manual und 10 Registern erbaut worden.
1728 stellte Andreas Gottlieb Spieß eine neue Orgel mit zwei Manualen, Pedal und 15 Registern auf. Von 1735 bis 1737 wurde der barocke Nordturm repariert und vor der Westfassade ein Kirchengebäude für die Französisch-Reformierte Gemeinde errichtet. 1789 erhielt die Gemeinde jene Orgel geschenkt, welche die Prinzessin Anna Amalie von Preußen 1776 von Ernst Julius Marx für ihr Palais in der Wilhelmstraße Berlin bauen ließ. Das Instrument verfügte über zwei Manuale, Pedal und 28 Register.
1861 wurde das Kirchengebäude der Französisch-Reformierten Gemeinde abgerissen. 1880–1881 wurde die polygonale Sakristei angebaut und barocke Einbauten im Kirchengebäude entfernt, darunter auch die barocke Orgel. Sie wurde ersetzt durch eine neue Orgel von Wilhelm Sauer mit drei Manualen und 35 Registern. Die zweitürmige, 55 m hohe neugotische Westfassade wurde 1890 bis 1894 nach Entwürfen von Friedrich Adler erbaut. Für circa 750.000 Goldmark wurde das gesamte Gebäude regotisiert und renoviert.
1925 fanden umfangreiche Baumaßnahmen im Innern der Kirche statt. 1929 wurde die Kirche in „Friedenskirche“ umbenannt. Durch den großen Stadtbrand in den letzten Tagen des Zweiten Weltkrieges wurde auch die Friedenskirche in Mitleidenschaft gezogen. Bis 1952 kam es zu weiteren Schäden durch Vandalismus. Von 1956 bis 1959 wurden im Innenraum die Wand- und Deckenmalereien weiß übertüncht und eine Orgel der Firma Sauer eingebaut. Sie verfügt über zwei Manuale, Pedal, und 29 Register. Anlässlich der letzten Einweihung 1959 wurde auch ein neuer Altar eingebaut. 1974 fand der letzte Festgottesdienst anlässlich des evangelischen Kirchentages statt. Danach wurde das Gebäude nicht mehr kirchlich, sondern als Depot genutzt. 1985 pachtete es die Stadt Frankfurt (Oder). Das Langhaus wurde neu eingedeckt.
Nach der Wende wurde von 1990 bis 1993 der Dachstuhl des Langhauses und des Chors rekonstruiert und mit einer umfassenden Sanierung des Gebäudes begonnen. 1994 wurde der Förderkreis Oekumenisches Europa-Centrum e.V. gegründet. Er hat zum Ziel, in der Friedenskirche eine interkonfessionelle Begegnungsstätte zu schaffen. Mitarbeiter des Internationalen Bundes begannen 1997 mit Instandsetzungsarbeiten in und um die Kirche, die bis heute andauern.

## Orgel
In den Jahren 1950 bis 1960 baute die Firma Wilhelm Sauer aus Frankfurt (Oder) eine mechanische Orgel mit zwei Manualen und 29 Registern. Das Instrument hat folgende Disposition:
| I Hauptwerk C–g3 |                   |        |
| 1.               | Quintade          | 16′    |
| 2.               | Principal         | 08′    |
| 3.               | Koppelflöte       | 08′    |
| 4.               | Gemshorn          | 08′    |
| 5.               | Oktave            | 04′    |
| 6.               | Spitzflöte        | 04′    |
| 7.               | Nasat             | 02 ⁄3′ |
| 8.               | Schweizerpfeife 0 | 02′    |
| 9.               | Mixtur IV–VI      |        |
| 10.              | Trompete          | 08′    |

| II Schwellwerk C–g3 |                   |       |
| 11.                 | Gedackt           | 8′    |
| 12.                 | Principal         | 4′    |
| 13.                 | Rohrflöte         | 4′    |
| 14.                 | Oktave            | 2′    |
| 15.                 | Waldflöte         | 2′    |
| 16.                 | Quinte            | 1 ⁄3′ |
| 17.                 | Oktävlein         | 1′    |
| 18.                 | Sesquialtera II 0 |       |
| 19.                 | Scharff III–IV    |       |
| 20.                 | Krummhorn         | 8′    |
|                     | Tremulant         |       |

| Pedal C–f1 |                 |     |
| 21.        | Subbaß          | 16′ |
| 22.        | Oktave          | 08′ |
| 23.        | Gedacktpommer   | 08′ |
| 24.        | Baßflöte        | 04′ |
| 25.        | Schwiegel       | 02′ |
| 26.        | Baßkornett II 0 |     |
| 27.        | Mixtur V        |     |
| 28.        | Posaune         | 16′ |
| 29.        | Schalmei        | 04′ |

- Koppeln: II/I, I/P, II/P